# Dichotomius motai
Dichotomius motai là một loài bọ cánh cứng trong họ Bọ hung (Scarabaeidae).